# Fédération canadienne de l'entreprise indépendante
La Fédération canadienne de l'entreprise indépendante (FCEI) est une organisation commerciale à but non lucratif représentant les intérêts et les préoccupations de plus de 100 000 propriétaires canadiens de petites et moyennes entreprises (PME) des trois ordres de gouvernement. La FCEI cerne les préoccupations des PME canadiennes au moyen de questionnaires, de sondages d'opinion et de visites en personne. Les points de vue et opinions des membres sont ensuite transmis aux trois ordres de gouvernement sous forme de rapports de recherche, de réunions et de témoignages. Ces préoccupations sont très diverses mais incluent généralement la politique fiscale,  les politiques du travail et la déréglementation.  La FCEI se décrit comme un organisme de défense des intérêts politiques non partisan qui travaille avec tous les partis fédéraux et provinciaux. Sa seule source de financement est les cotisations des membres; il ne reçoit aucun don ni fonds publics. Le siège social de l'organisation est situé à Toronto et il y a un bureau régional dans chaque province. Il y a également un bureau national à Ottawa . 

## Adhésion
Les membres doivent être des entreprises privées canadiennes.  Bien que la taille de l'entreprise ne soit pas un critère d'adhésion, quatre-vingt-seize pour cent des membres de la FCEI ont moins de cinquante personnes sur leur liste de paye. 

## Histoire
La Fédération canadienne de l'entreprise indépendante a été officiellement fondée en 1971 par John Bulloch, propriétaire d'une petite entreprise et professeur de commerce à Ryerson. Bulloch avait formé le Conseil canadien pour une fiscalité équitable (CCFÉ) en 1969 pour lutter contre le Livre blanc sur la fiscalité proposé par le ministre des Finances de l'époque, Edgar Benson. Ce Livre blanc proposait d'augmenter le taux d'imposition des petites de 50%. Le Livre blanc a finalement été retiré et le CCFÉ a été remplacé par la FCEI.   

## Positions politiques
La FCEI fait du lobbying:[réf. nécessaire]
- Contre le financement du transport en commun
- Pour une baisse des impôts de entreprises
- Pour la déréglementation
- Contre l'augmentation des cotisations à l'assurance-emploi et au Régime de pensions du Canada (RPC)
- Pour les régimes de retraite privés
- Contre les prélèvement syndicaux obligatoire
- Contre l'augmentation du salaire minimum

### Positions lors de l'élection fédérale 2019
Lors des élections fédérales canadiennes de 2019, la FCEI s'est prononcée fermement contre la subvention de l'UPU pour les expéditions chinoises, lorsqu'un porte-parole a noté que: 

« The United States is raising a valid point about unfairness in international trade. Businesses in China have an unfair advantage when they can ship to a customer in the US or Canada for less than it would cost a Canadian business to ship to that same customer. »

## Recherche
La FCEI produit des recherches sur le secteur canadien des petites et moyennes entreprises, en fonction des opinions et de l'expérience de ses membres. L'un des rapports réguliers de la FCEI est le « Baromètre des affaires », un rapport de recherche mensuel détaillant les attentes économiques des petites entreprises du Canada. La FCEI organise également une « Semaine de sensibilisation à la paperasse » au cours de laquelle elle publie un certain nombre de rapports de recherche documentant ce qu'ils considèrent comme le fardeau de la réglementation gouvernementale pour les petites entreprises. 
1. ↑  « U.S. withdrawal from postal treaty could have implications for Canadian e-commerce businesses », The Globe and Mail Inc,‎ 16 septembre 2019 (lire en ligne)